# Délai de convocation à l'entretien préalable au licenciement en France
En France, l'ordonnance n°2004-602 du 24 juin 2004 modifiant l'ancien article L.122-14 (actuel article L. 1232-2) du Code du travail) prévoit que le délai entre la convocation à l'entretien préalable au licenciement  au licenciement et l'entretien est désormais de cinq jours ouvrables que l'entreprise soit ou non pourvue de représentants du personnel.
Pour calculer ce délai de cinq jours, il convient de faire application des articles 641 et 642 du code de procédure civile. La Cour de cassation précise ainsi qu’“il résulte de l'article 641 du Nouveau Code de Procédure Civile que, lorsqu'un délai est exprimé en jours, celui de la notification qui le fait courir ne compte pas. Aux termes de l'article 642 du Nouveau code de procédure civile, tout délai expire le dernier jour à 24 heures. Le délai qui expirerait normalement un samedi, un dimanche ou un autre jour férié ou chômé est prorogé jusqu'au premier jour ouvrable suivant”.
En effet, l'article 641 du code de procédure civile dispose que : “Lorsqu'un délai est exprimé en jours, celui de l'acte, de l'évènement, de la décision ou de la notification qui le fait courir ne compte pas”
De même, l'article 642 du code de procédure civile indique que “Tout délai expire le dernier jour à vingt-quatre heures. Le délai qui expirerait normalement un samedi, un dimanche ou un jour férié ou chômé, est prorogé jusqu'au premier jour ouvrable suivant”.
L’article R. 122-3-1 du code du travail français rappelle d’ailleurs que : « Dans le cas où les délais prévus tant par le livre Ier, titre II, Chapitre II, Section II (la résiliation du contrat à durée indéterminée) du code du travail (partie législative) que par l’article R. 122-3 du code du travail français expirent normalement un samedi, un dimanche ou un jour férié ou chômé, ils sont prorogés jusqu’au premier jour ouvrable suivant ».
L'entretien préalable ne peut avoir lieu qu'à partir du jour suivant l'expiration du délai.
Ainsi, lorsque la date de première présentation de la convocation à l'entretien préalable a lieu le mardi (5 septembre 1995), le délai commence à courir à compter du mercredi (6 septembre 1995), il expire normalement le dimanche (10 septembre 1995), se trouve prorogé jusqu'au lundi (11 septembre 1995) de sorte que l'entretien préalable ne peut avoir lieu avant le mardi (12 septembre 1995). 